# Kris Peeters
Pour les articles homonymes, voir Peeters.
Kristiaan (Kris) Peeters, né à Reet le 18 mai 1962, est un homme politique belge, membre du CD&V.
De 2014 à 2019, il est vice-Premier ministre et ministre fédéral de l'Emploi, de l'Économie et des Consommateurs, chargé du Commerce extérieur au sein du gouvernement Michel II.
Kris Peeters a été pendant plus de dix ans à la tête de l'ex-NCMV (Nationaal Christelijk Middenstandsverbond), organisation patronale représentant les PME. Il l'a remodelée en UNIZO (Unie van Zelfstandige Ondernemers), plus neutre politiquement.

## Parcours politique
En 2004, Peeters est nommé en tant que troisième ministre du CD&V au sein du gouvernement flamand. Non élu, il a pris en charge les Travaux publics, l'Environnement, les Ports et l'Énergie. Ses fonctions au sein du ministère de l'Environnement lui valent beaucoup de critiques de la part des milieux écologistes. Le 28 juin 2007, il succède à Yves Leterme, qui avait présenté sa démission deux jours plus tôt, comme ministre-président du gouvernement flamand. Il préside un deuxième gouvernement flamand, jusqu'au 25 juillet 2014. 
Parallèlement, il est conseiller communal à Puurs de 2007 à 2017.
En janvier 2021, il devient vice-président de la Banque européenne d'investissement.
Lors des élections régionales, fédérales et européennes du 25 mai 2014, il se présente au niveau régional flamand. Son parti arrive en deuxième position derrière la NVA. Avec plus de 140 000 voix de préférence dans sa circonscription d'Anvers, il négocie pour son parti une coalition avec la N-VA. Rejoints par l'Open VLD, les trois partis forment le gouvernement Geert Bourgeois le 25 juillet 2014, mais Kris Peeters n'en fait pas partie.
Participant alors aux négociations pour la formation d'un nouveau gouvernement fédéral, il est nommé co-formateur par le roi Philippe le 22 juillet 2014, aux côtés de Charles Michel. Il est alors pressenti pour devenir Premier ministre mais le 4 septembre, son parti choisit le poste de commissaire européen pour Marianne Thyssen et laisse le poste de Premier ministre à la famille libérale. Le 11 octobre 2014, le gouvernement Michel prête serment. Peeters devient Vice-Premier ministre et Ministre fédéral de l'Emploi, de l'Économie et des Consommateurs, chargé du Commerce extérieur. Il est à l'origine de la loi Peeters, qui dérégule le recours aux heures supplémentaires, aux contrats à temps partiel et aux horaires flexibles.
Élu député européen lors des élections de mai 2019, il démissionne de son poste de ministre le 25 juin 2019 et fait son entrée au Parlement européen le 2 juillet suivant. Il démissionne de son mandat en janvier 2021.

## Distinction
Il est nommé grand-croix de l'ordre de la Couronne par arrêté royal du 23 juin 2019.